# Wuksniki
Wuksniki (niem. Wuchsnig) – dawna wieś położona nad jeziorem Wuksniki (na wschód od północnego krańca jeziora, na południe od wsi Mysłaki, poniżej drogi Mysłaki Małe – Bieniasze), wymieniana w dokumentach z 1305 jako wieś pruska na 6 włókach, pierwotna nazwa – Wuxtenyken. 
W 1782 roku we wsi były trzy domy („dymy”), a w roku 1858 we wsi zanotowano dwa „dymy” i 17 mieszkańców. W latach 1937–39 we wsi było 15 osób. Na mapie z 1936 zaznaczonych było kilka zabudowań mieszkalnych i gospodarskich, rozmieszczonych po obu stronach drogi na Trokajny. 
W 1973 roku Wuksniki wymieniane są jako niezamieszkany przysiółek w powiecie morąskim, należący do gminy i poczty Miłakowo.
Nawa wsi wywodzi się od nazwy jeziora Wuksniki.
Twarda Góra (niem. Kanonen Berg) – góra o wysokości 153 m, położona między wsią a jeziorem Wuksniki. 
Miejsce na niemieckiej mapie nazwane Wuchsnig jest obecnie częścią osady Mysłaki Małe.